# Orkán Xynthia
Orkán Xynthia byla tlaková níže, která v období 26. února až 1. března 2010 zasáhla severozápad Evropy. Provázel ji extrémně silný vítr o síle orkánu, který působil velké škody. Dále Xynthia například zvedla hladinu moře v Biskajském zálivu a způsobila tím pobřežní záplavy.